# Søkkhornet
Søkkhornet är en bergstopp i Östantarktis. som ligger 2 830 meter över havet (eller 624 meter över den omgivande terrängen). Bredden vid basen är 2,0 km. Søkkhornet ingår i Pieck Range.
Terrängen runt Søkkhornet är varierad. Norge gör anspråk på området.